# Zelandalbia acuta
Zelandalbia acuta är en kvalsterart som beskrevs av Cook 1991. Zelandalbia acuta ingår i släktet Zelandalbia och familjen Aturidae. Inga underarter finns listade i Catalogue of Life.